# Marius Constantin
Marius Marcel Constantin (n. 25 octombrie 1984, Brașov, România) este un fotbalist român liber de contract, care joacă pe post de fundaș central. Pe plan internațional, are prezențe la națională pentru România Sub-21 și România. Și-a început cariera în orașul natal, Brașov, făcându-și junioratul la diverse cluburi între care Postăvarul sau FC Ghimbav. Din 2000 a fost legitimat la FC Brașov, echipă pentru care a și debutat în Divizia A, în martie 2003, într-un meci împotriva echipei FC Argeș Pitești. În 2004 a fost cumpărat de Rapid București. În același an a debutat la naționala României, într-un meci împotriva Irlandei câștigat de britanici cu 1-0.
În martie 2006 a primit Medalia „Meritul Sportiv” clasa a II-a cu o baretă, din partea președintelui României de atunci, Traian Băsescu, deoarece a făcut parte din echipa Rapidului care a obținut calificarea în sferturile Cupei UEFA 2005-2006. În martie 2008 a primit Medalia „Meritul Sportiv” clasa a III-a, pentru rezultatele obținute în preliminariile Campionatului European și pentru calificarea la turneul final din 2008.